# 冠辞考
『冠辞考』（かんじこう）は、江戸時代の国学者・賀茂真淵の語学書。いわゆる枕詞について説いたものである。

## 概要

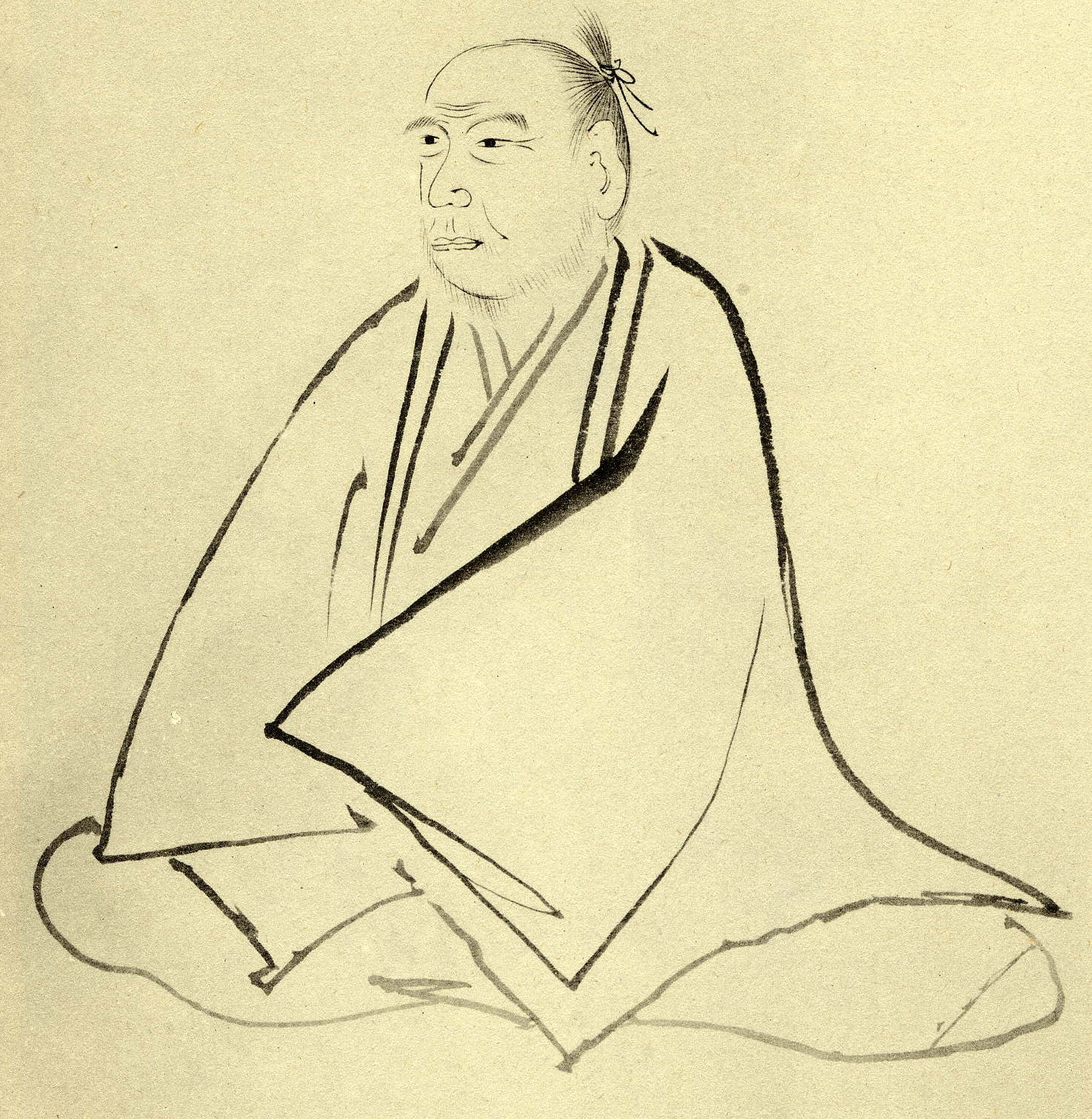
真淵は枕詞を神話との関連性から解釈する契沖の見方を排し、和歌の形式的側面から機能について考察した。

10巻10冊。1757年（宝暦7年）に刊行したが、1764年（宝暦14年）に大改訂を施し、1765年（明和2年）と1767年（明和4年）に改訂版を出した。
なお「冠辞」という語は、いわゆる枕詞のことで、荷田春満が使い始め、真淵のほかに荷田在満などに受け継がれた用語である。

## 内容
『古事記』『日本書紀』『万葉集』などの古典から、枕詞340余（用法からの延数を含むと600に及ぶ）を五十音図で配列し、これに解説を加えている。真淵は同時代の古代文献の中にある古典言語を根拠とし、後世の解釈を排したほか、表記された漢字の意味にとらわれず、直に大和言葉の意味を考えることによって、それまで理解が困難であった「冠辞」の意味を理解しようとする国学的方法論を適応した。「末の意」を解くために「本の意」を知ることを必要条件としたのである。内容は創見に富み、古歌の解釈や古道思想にもわたっている。

## 受容
『冠辞考』は国語学史上において「画期的な枕詞研究の書」とされる。真淵の門下生の楫取魚彦は『続冠辞考』、真淵の孫弟子にあたる上田秋成は『冠辞考続貂』で補訂するなど、後世に影響を与えた。
最も大きな影響を受けたのは本居宣長である。宣長は医学修行のための京都留学から帰郷して間もなく『冠辞考』を読み、初読時は全く理解できなかったが、繰り返し読むことで奥行きと懐の深さを知った。『冠辞考』を手に取った時期の宣長は、契沖の古典学を一通り身につけており、それによって『冠辞考』の世界が異様に見えてしまったが、知識基盤があったから『冠辞考』に沈潜する力を発揮することができたのである。代表作である『古事記伝』には、『冠辞考』の説が104か所も引用されている。
一方で、批判的な意見も少なくない。加藤枝直や田安宗武のほか、鹿持雅澄などが枕詞の注釈に対して異見を出している。

## 注解刊行本
- 『賀茂真淵全集』第8巻、続群書類従完成会、1978年